# Beat 'Em & Eat 'Em
Beat 'Em & Eat' Em è un videogioco pornografico per Atari 2600 sviluppato e pubblicato da Mystique nel 1982. Ne uscì anche una versione con i ruoli uomo-donna invertiti, intitolata Philly Flasher.

## Modalità di gioco
Tramite il paddle, il giocatore controlla due donne nude che corrono avanti e indietro in sincronia sotto un edificio mentre un uomo controllato dal computer, a sua volta, corre avanti e indietro sul tetto dello stesso edificio masturbandosi. L'obiettivo è quello di catturare il seme dell'uomo prima che colpisca il terreno in una delle bocche aperte, rivolte verso l'alto, delle due donne. Quando una goccia di seme sfugge, si perde una vita; si può recuperare una vita ogni 69 gocce raccolte. Sono disponibili modalità più difficili, con una sola donna e/o con la possibilità di raccogliere le gocce solo con la testa anziché con tutto il busto.

## Accoglienza
Beat 'Em & Eat 'Em ha ricevuto recensioni negative dalla sua uscita. Viene spesso citato come esempio di giochi pornografici per Atari 2600. 
Lo sviluppatore del gioco aveva ricevuto numerose critiche. Sean Patrick Reiley - uno sviluppatore, scrittore di copioni di videogiochi e artista marziale statunitense - ha deriso una citazione, presente nel manuale (che "castiga" i giocatori che non riescono a catturare lo sperma, poiché quest'ultimo "avrebbe potuto essere un famoso dottore o avvocato"), perché ingoiarlo ha lo stesso effetto di lasciarlo colpire il terreno: "non può portare al concepimento in entrambi i modi".
Ha anche criticato il livello di erotismo affermando le seguenti parole:
Brett Elston ha criticato Beat 'Em and Eat 'Em per la sua rappresentazione delle donne come "buche progettate rozzamente"; Luke Plunkett notò che era un gioco per adulti "relativamente innocuo" per gli Atari, in contrasto con Custer's Revenge; Daemon Hatfield ha espresso stupore per il fatto che Beat 'Em & Eat 'Em sia stato realizzato 20 anni prima della controversia sul videogioco sessuale: Hot Coffee; secondo PALGN, Beat 'Em & Eat 'Em era "insipido e inappropriato".